# ژرفاب (فیلم ۲۰۰۶)
ژرفآب (انگلیسی: Deep Water) یک فیلم مستند بریتانیایی محصول سال ۲۰۰۶ به کارگردانی جری روتول و لوئیز اسوند است. این داستان برپایه داستان واقعی دونالد کروهورست و مسابقه گلدن گلوب یکشنبه تایمز در سال ۱۹۶۸ به دور دنیا در یک قایق بادبانی ساخته شده است. این فیلم سفر (دونالد کروهورست) را از نوارهای صوتی خودش و فیلم سینمایی بازسازی می‌کند، که با فیلم‌های ساختگی و گفتگوها در هم تنیده شده است. 
اسمیتسون پیش از این مستند موفق انگلیسی با نام لمس کردن خلأ را ساخته بود. 
این فیلم ستایش منتقدان را دریافت کرد. 